# Filstalbahn
| Filstalbahn in Esslingen am Neckar | |                                                   |                                                   |
| Streckennummer (DB): | 4700 4701 (Vorortgleise Stuttgart–Plochingen) |                                                   |                                                   |
| Kursbuchstrecke (DB): | 750 (Stuttgart–Ulm) 790.1 (Herrenberg–Kirchheim (Teck)) 320 (1946) 325 (Stuttgart Hbf – Plochingen 1946) 323 324 (Stuttgart Hbf – Stuttgart-Bad Cannstatt 1946) 326c (Stuttgart-Untertürkheim Pbf – Esslingen (Neckar) 1946) 325g (Göppingen – Süßen 1946) |                                                   |                                                   |
| Streckenlänge: | 98,660 km |                                                   |                                                   |
| Spurweite: | 1435 mm (Normalspur) |                                                   |                                                   |
| Streckenklasse: | D4 |                                                   |                                                   |
| Stromsystem: | 15 kV 16,7 Hz ~ |                                                   |                                                   |
| Maximale Neigung: | 22,5 ‰ |                                                   |                                                   |
| Streckengeschwindigkeit: | 160 km/h |                                                   |                                                   |
| Zugbeeinflussung: | PZB |                                                   |                                                   |
| Zweigleisigkeit: | (durchgehend) |                                                   |                                                   |
| | |                                                   |                                                   |
| \| \| 0,136 0,139 \| Stuttgart Hbf \| 247 m \| \| \| \| von Filderstadt \| \| \| \| 0,800 0,000 \| Stuttgart Hbf Em Wolframstraße (Bft) \| Stuttgart Hbf Em Wolframstraße (Bft) \| \| \| \| nach Bietigheim-Bissingen (Vorortgleise) \| \| \| \| \| nach Horb \| \| \| \| \| nach Bretten (Ferngleise) \| \| \| \| 1,900 1,900 \| Stuttgart Hbf Gw Rosenstein (Bft) \| Stuttgart Hbf Gw Rosenstein (Bft) \| \| \| 2,300 \| Rosensteintunnel (331 m) \| Rosensteintunnel (331 m) \| \| \| \| Neckar, Rosensteinbrücke (244 m) \| \| \| \| \| von Stuttgart Hbf (Tunnel Bad Cannstatt) (im Bau) \| \| \| \| \| von Stuttgart Mittnachtstraße (im Bau) \| \| \| \| 3,419 3,413 \| Stuttgart-Bad Cannstatt \| 222 m \| \| \| \| nach Nördlingen \| \| \| \| \| Stuttgart-Bad-Cannstatt–Stuttgart-Untertürkheim \| \| \| \| 5,575 00,000 \| Stuttgart Neckarpark \| Stuttgart Neckarpark \| \| \| \| von Stuttgart-Untertürkheim Gl 526-528 \| \| \| \| \| \| \| \| \| \| von Kornwestheim \| \| \| \| 7,092 00,000 \| Stuttgart-Untertürkheim Hp \| Stuttgart-Untertürkheim Hp \| \| \| 6,933 \| Stuttgart-Untertürkheim Pbf (Bft) \| 229 m \| \| \| \| nach Stuttgart Hafen \| \| \| \| \| von Stuttgart Hbf (im Bau) \| \| \| \| 9,338 09,338 \| Stuttgart-Obertürkheim * \| 229 m \| \| \| 11,094 11,094 \| Esslingen-Mettingen * \| 236 m \| \| \| 13,211 13,211 \| Esslingen (Neckar) \| 236 m \| \| \| 15,429 15,429 \| Oberesslingen * \| 242 m \| \| \| 17,936 17,932 \| Esslingen-Zell * \| 248 m \| \| \| 19,762 19,768 \| Altbach * \| 249 m \| \| \| 22,22822,944 \| \| \| \| \| \| \| \| \| \| 22,197 22,947 \| Plochingen \| 253 m \| \| \| \| nach Immendingen \| \| \| \| \| von Wernau \| \| \| \| \| Abzweigstelle Schnaitwald \| \| \| \| 27,2+163 \| Reichenbach (Fils) \| 263 m \| \| \| 27,2+203,127,300+34,2 \| \| \| \| \| 31,994 \| Ebersbach (Fils) \| 278 m \| \| \| 36,622 \| Uhingen \| 295 m \| \| \| 39,075 \| Faurndau \| 306 m \| \| \| \| von Schwäbisch Gmünd \| \| \| \| 42,082 \| Göppingen \| 315 m \| \| \| \| nach Boll \| \| \| \| 46,110 \| Eislingen (Fils) \| 336 m \| \| \| 48,587 \| Salach \| 351 m \| \| \| 50,406 \| Süßen \| 354 m \| \| \| \| nach Weißenstein \| \| \| \| 53,662 \| Gingen (Fils) \| 394 m \| \| \| 54,078 \| Gingen Süd (Üst) \| Gingen Süd (Üst) \| \| \| 56,295 \| Kuchen \| 420 m \| \| \| 57,974 \| Geislingen West \| 436 m \| \| \| \| nach Eybtal \| \| \| \| \| Helfenstein–Eybtal \| \| \| \| \| von Eybtal \| \| \| \| \| von Wiesensteig \| \| \| \| 61,297 \| Geislingen (Steige) \| 469 m \| \| \| \| Geislinger Steige \| \| \| \| 64,240 \| Knoll (Bk)[1] \| 529 m \| \| \| 67,003 \| Amstetten (Württ) \| 581 m \| \| \| \| nach Laichingen \| \| \| \| \| nach Gerstetten \| \| \| \| 70,910 \| Urspring \| 570 m \| \| \| 71,600 \| Urspring Gbf \| Urspring Gbf \| \| \| 72,851 \| Lonsee \| 562 m \| \| \| 75,951 \| Westerstetten (PV bis 2005) \| Westerstetten (PV bis 2005) \| \| \| 76,659 \| Westerstetten Hp (Bft; seit 2005) \| 555 m \| \| \| 81,993 \| Beimerstetten \| 591 m \| \| \| \| Ulm Ubf (Bft) \| \| \| \| 85,500 \| Jungingen (Württ) (bis 1973) \| 583 m \| \| \| 89,332 \| Ulm-Örlingen \| Ulm-Örlingen \| \| \| \| von Aalen \| \| \| \| 92,900 \| Ulm Hbf Em Nord (Bft) \| Ulm Hbf Em Nord (Bft) \| \| \| \| nach Sigmaringen \| \| \| \| \| von Wendlingen \| \| \| \| \| von Sigmaringen \| \| \| \| 93,978 \| Ulm Hbf \| 478 m \| \| \| \| nach Friedrichshafen \| \| \| \| \| nach Augsburg \| \| \| \| \| Eisenbahnbrücke Ulm–Neu-Ulm über die Donau \| \| \| \| \| von Ulm \| \| \| \| 98,799 \| Neu-Ulm \| 465 m \| \| \| \| nach Kempten (Allgäu) \| \| \| \| \| nach Augsburg \| \| \| \| \| \| \| \| Quellen: [2][3] \| \| \| \| | |                                                   |                                                   |
| | 0,136 0,139 | Stuttgart Hbf                                     | 247 m                                             |
| Strecke · Abzweig geradeaus und von links | | von Filderstadt                                   | von Filderstadt                                   |
| Strecke · Blockstelle | 0,800 0,000 | Stuttgart Hbf Em Wolframstraße (Bft)              | Stuttgart Hbf Em Wolframstraße (Bft)              |
| Strecke · Abzweig geradeaus und nach links | | nach Bietigheim-Bissingen (Vorortgleise)          | nach Bietigheim-Bissingen (Vorortgleise)          |
| Abzweig geradeaus und nach links · Kreuzung geradeaus unten | | nach Horb                                         | nach Horb                                         |
| Abzweig geradeaus und nach links · Kreuzung geradeaus unten | | nach Bretten (Ferngleise)                         | nach Bretten (Ferngleise)                         |
| Abzweig geradeaus und von links · Abzweig geradeaus und nach rechts | 1,900 1,900 | Stuttgart Hbf Gw Rosenstein (Bft)                 | Stuttgart Hbf Gw Rosenstein (Bft)                 |
| Tunnel · Tunnel | 2,300 | Rosensteintunnel (331 m)                          | Rosensteintunnel (331 m)                          |
| Brücke über Wasserlauf · Brücke über Wasserlauf | | Neckar, Rosensteinbrücke (244 m)                  | Neckar, Rosensteinbrücke (244 m)                  |
| Abzweig geradeaus und ehemals von links · Strecke | | von Stuttgart Hbf (Tunnel Bad Cannstatt) (im Bau) | von Stuttgart Hbf (Tunnel Bad Cannstatt) (im Bau) |
| Strecke · Abzweig geradeaus und ehemals von links | | von Stuttgart Mittnachtstraße (im Bau)            | von Stuttgart Mittnachtstraße (im Bau)            |
| Bahnhof · Bahnhof mit S-Bahn-Halt | 3,419 3,413 | Stuttgart-Bad Cannstatt                           | 222 m                                             |
| Abzweig geradeaus und nach links · Abzweig geradeaus und nach links | | nach Nördlingen                                   | nach Nördlingen                                   |
| Strecke · Kreuzung geradeaus oben | | Stuttgart-Bad-Cannstatt–Stuttgart-Untertürkheim   | Stuttgart-Bad-Cannstatt–Stuttgart-Untertürkheim   |
| Strecke · S-Bahnhof | 5,575 00,000 | Stuttgart Neckarpark                              | Stuttgart Neckarpark                              |
| Strecke · Abzweig geradeaus und von rechts | | von Stuttgart-Untertürkheim Gl 526-528            | von Stuttgart-Untertürkheim Gl 526-528            |
| Strecke nach halblinks · Strecke nach halbrechts | |                                                   |                                                   |
| Strecke von halblinks · Abzweig von halblinks und von halbrechts | | von Kornwestheim                                  | von Kornwestheim                                  |
| S-Bahn-Halt · Strecke | 7,092 00,000 | Stuttgart-Untertürkheim Hp                        | Stuttgart-Untertürkheim Hp                        |
| Strecke · Bahnhof | 6,933 | Stuttgart-Untertürkheim Pbf (Bft)                 | 229 m                                             |
| Kreuzung geradeaus oben · Abzweig geradeaus und nach rechts | | nach Stuttgart Hafen                              | nach Stuttgart Hafen                              |
| Kreuzung mit Tunnelstrecke (Querstrecke außer Betrieb) · Abzweig geradeaus und ehemals von rechts | | von Stuttgart Hbf (im Bau)                        | von Stuttgart Hbf (im Bau)                        |
| S-Bahnhof · Dienststation / Betriebs- oder Güterbahnhof | 9,338 09,338 | Stuttgart-Obertürkheim *                          | 229 m                                             |
| S-Bahn-Halt · Blockstelle | 11,094 11,094 | Esslingen-Mettingen *                             | 236 m                                             |
| Bahnhof mit S-Bahn-Halt · Bahnhof | 13,211 13,211 | Esslingen (Neckar)                                | 236 m                                             |
| S-Bahn-Halt · Blockstelle | 15,429 15,429 | Oberesslingen *                                   | 242 m                                             |
| S-Bahn-Halt · Blockstelle | 17,936 17,932 | Esslingen-Zell *                                  | 248 m                                             |
| S-Bahn-Halt · Blockstelle | 19,762 19,768 | Altbach *                                         | 249 m                                             |
| Strecke · Kilometer-Wechsel | 22,22822,944 |                                                   |                                                   |
| Strecke nach links · Abzweig geradeaus und von rechts | |                                                   |                                                   |
| Bahnhof mit S-Bahn-Halt | 22,197 22,947 | Plochingen                                        | 253 m                                             |
| Abzweig geradeaus und nach rechts | | nach Immendingen                                  | nach Immendingen                                  |
| Abzweig geradeaus und ehemals von rechts | | von Wernau                                        | von Wernau                                        |
| ehemalige Blockstelle | | Abzweigstelle Schnaitwald                         | Abzweigstelle Schnaitwald                         |
| Bahnhof | 27,2+163 | Reichenbach (Fils)                                | 263 m                                             |
| Kilometer-Wechsel | 27,2+203,127,300+34,2 |                                                   |                                                   |
| Bahnhof | 31,994 | Ebersbach (Fils)                                  | 278 m                                             |
| Bahnhof | 36,622 | Uhingen                                           | 295 m                                             |
| Haltepunkt / Haltestelle | 39,075 | Faurndau                                          | 306 m                                             |
| Abzweig geradeaus und ehemals von links | | von Schwäbisch Gmünd                              | von Schwäbisch Gmünd                              |
| Bahnhof | 42,082 | Göppingen                                         | 315 m                                             |
| Abzweig geradeaus und ehemals nach rechts | | nach Boll                                         | nach Boll                                         |
| Bahnhof | 46,110 | Eislingen (Fils)                                  | 336 m                                             |
| Haltepunkt / Haltestelle | 48,587 | Salach                                            | 351 m                                             |
| Bahnhof | 50,406 | Süßen                                             | 354 m                                             |
| Abzweig geradeaus und ehemals nach links | | nach Weißenstein                                  | nach Weißenstein                                  |
| Haltepunkt / Haltestelle | 53,662 | Gingen (Fils)                                     | 394 m                                             |
| Überleitstelle / Spurwechsel | 54,078 | Gingen Süd (Üst)                                  | Gingen Süd (Üst)                                  |
| Haltepunkt / Haltestelle | 56,295 | Kuchen                                            | 420 m                                             |
| Bahnhof | 57,974 | Geislingen West                                   | 436 m                                             |
| Abzweig geradeaus und ehemals nach links | | nach Eybtal                                       | nach Eybtal                                       |
| Kreuzung geradeaus oben (Querstrecke außer Betrieb) | | Helfenstein–Eybtal                                | Helfenstein–Eybtal                                |
| Abzweig geradeaus und ehemals von links | | von Eybtal                                        | von Eybtal                                        |
| Abzweig geradeaus und ehemals von rechts | | von Wiesensteig                                   | von Wiesensteig                                   |
| Bahnhof | 61,297 | Geislingen (Steige)                               | 469 m                                             |
| Strecke | | Geislinger Steige                                 | Geislinger Steige                                 |
| ehemalige Blockstelle | 64,240 | Knoll (Bk)                                        | 529 m                                             |
| Bahnhof | 67,003 | Amstetten (Württ)                                 | 581 m                                             |
| Abzweig geradeaus und nach rechts | | nach Laichingen                                   | nach Laichingen                                   |
| Abzweig geradeaus und nach links | | nach Gerstetten                                   | nach Gerstetten                                   |
| Haltepunkt / Haltestelle | 70,910 | Urspring                                          | 570 m                                             |
| ehemaliger Dienststation / Betriebs- oder Güterbahnhof | 71,600 | Urspring Gbf                                      | Urspring Gbf                                      |
| Haltepunkt / Haltestelle | 72,851 | Lonsee                                            | 562 m                                             |
| Dienststation / Betriebs- oder Güterbahnhof | 75,951 | Westerstetten (PV bis 2005)                       | Westerstetten (PV bis 2005)                       |
| Haltepunkt / Haltestelle | 76,659 | Westerstetten Hp (Bft; seit 2005)                 | 555 m                                             |
| Bahnhof | 81,993 | Beimerstetten                                     | 591 m                                             |
| Betriebs-/Güterbahnhof Streckenanfang und quer · Abzweig geradeaus und nach rechts | | Ulm Ubf (Bft)                                     | Ulm Ubf (Bft)                                     |
| ehemaliger Haltepunkt / Haltestelle | 85,500 | Jungingen (Württ) (bis 1973)                      | 583 m                                             |
| Überleitstelle / Spurwechsel | 89,332 | Ulm-Örlingen                                      | Ulm-Örlingen                                      |
| Abzweig geradeaus und von links | | von Aalen                                         | von Aalen                                         |
| Dienststation / Betriebs- oder Güterbahnhof | 92,900 | Ulm Hbf Em Nord (Bft)                             | Ulm Hbf Em Nord (Bft)                             |
| Abzweig geradeaus und nach rechts | | nach Sigmaringen                                  | nach Sigmaringen                                  |
| Abzweig geradeaus und von rechts | | von Wendlingen                                    | von Wendlingen                                    |
| Abzweig geradeaus und von rechts | | von Sigmaringen                                   | von Sigmaringen                                   |
| Bahnhof | 93,978 | Ulm Hbf                                           | 478 m                                             |
| Abzweig geradeaus und nach rechts | | nach Friedrichshafen                              | nach Friedrichshafen                              |
| Abzweig geradeaus und nach links | | nach Augsburg                                     | nach Augsburg                                     |
| Brücke über Wasserlauf | | Eisenbahnbrücke Ulm–Neu-Ulm über die Donau        | Eisenbahnbrücke Ulm–Neu-Ulm über die Donau        |
| Abzweig geradeaus und von links | | von Ulm                                           | von Ulm                                           |
| Bahnhof | 98,799 | Neu-Ulm                                           | 465 m                                             |
| Abzweig geradeaus und nach rechts | | nach Kempten (Allgäu)                             | nach Kempten (Allgäu)                             |
| Strecke | | nach Augsburg                                     | nach Augsburg                                     |
| | |                                                   |                                                   |
| Quellen: | |                                                   |                                                   |

Die Filstalbahn – historisch auch Württembergische Ostbahn oder Filsbahn genannt – ist die Eisenbahnstrecke von Stuttgart über Plochingen, Göppingen und Ulm nach Neu-Ulm. Sie verläuft von Plochingen bis Geislingen an der Steige im namensgebenden Filstal.
Die Strecke ist Teil des Kernnetzes der Transeuropäischen Verkehrsnetze.

## Geschichte

### Bau

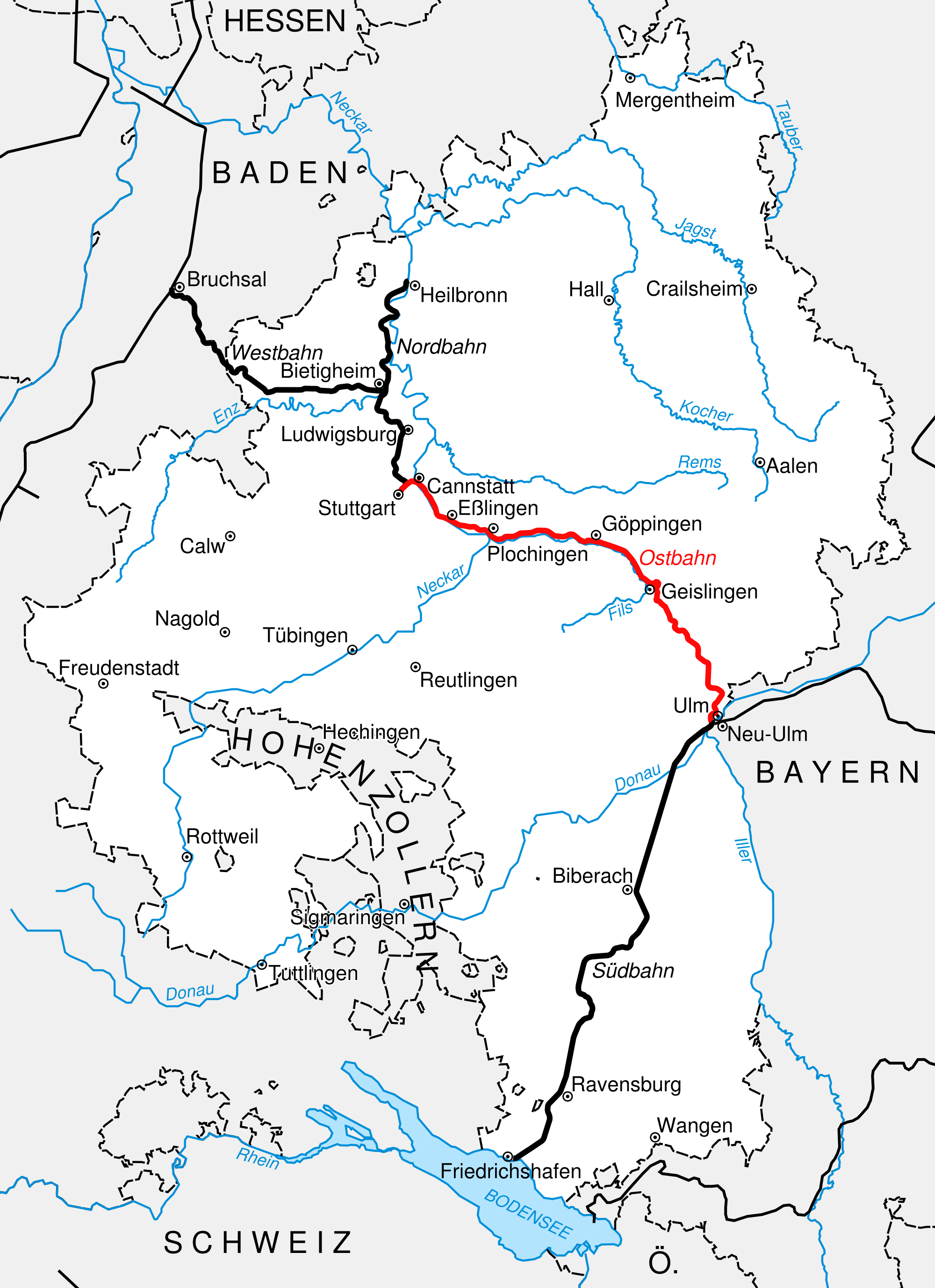
Verlauf der Ostbahn in Württemberg, 1854

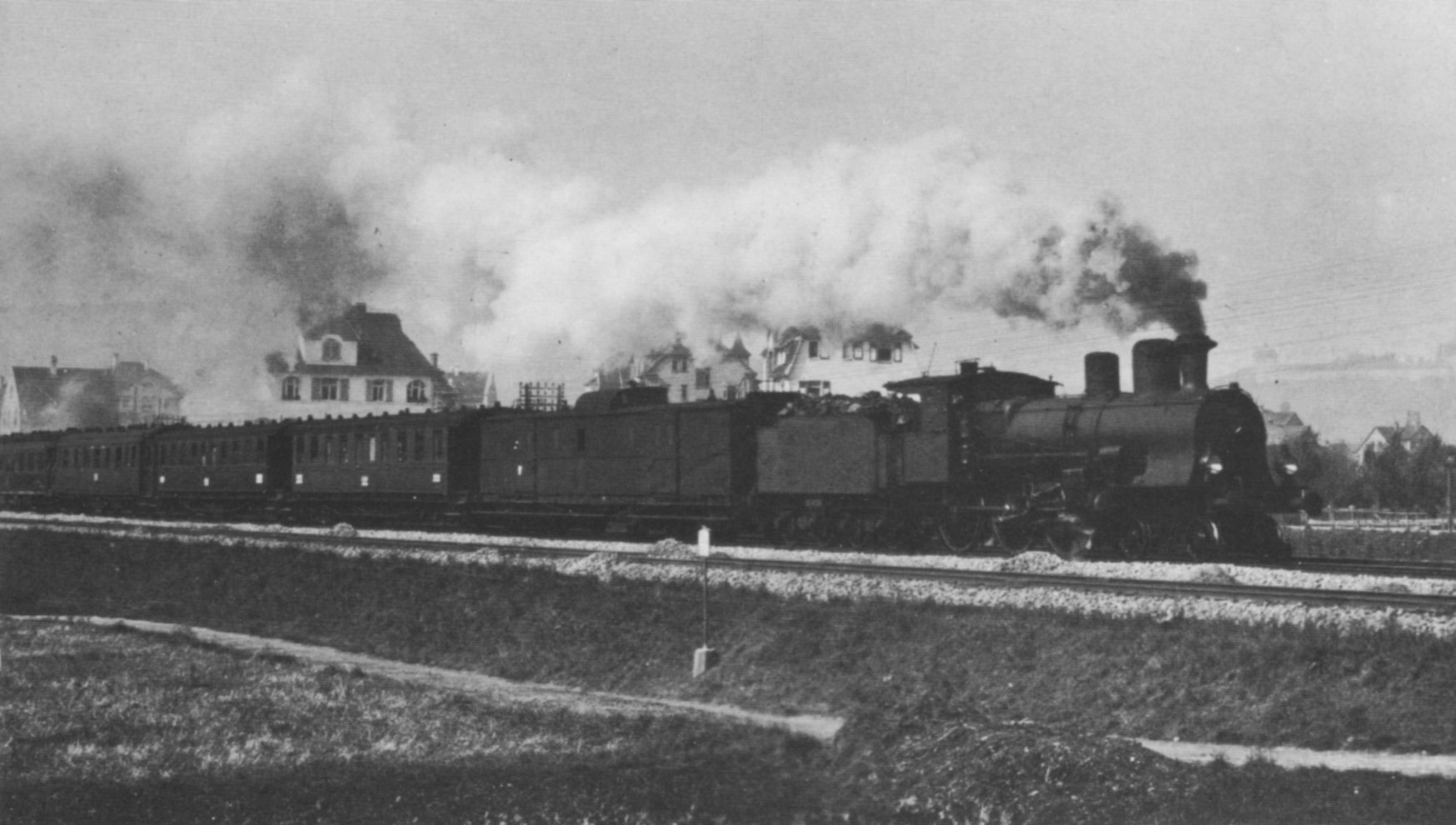
Schnellzug mit Lokomotive der Klasse D in Esslingen

Die zunächst „Württembergische Ostbahn“ genannte Strecke wurde als Teil der ersten durchgehenden württembergischen Eisenbahnstrecke vom schiffbaren Neckar in Heilbronn über Stuttgart und Ulm an der schiffbaren Donau an den Bodensee gebaut. Neben dem realisierten Albaufstieg über die Geislinger Steige wurde im Vorfeld des Streckenbaus auch ein Albübergang über die Täler von Rems, Kocher und Brenz (nördlich der Achse Stuttgart–Ulm) diskutiert. Ein Grund für die realisierte Streckenführung lag im Engagement der 1810 von Bayern zu Württemberg gekommenen Stadt Ulm, die ihre wirtschaftliche und zentrale Stellung in Württemberg erhalten wollte.
Am 22. Oktober 1845 wurde der 3,52 Kilometer lange Abschnitt von Cannstatt nach Untertürkheim eröffnet. Am 7. November 1845 folgte der 2,4 Kilometer lange Abschnitt von Untertürkheim nach Obertürkheim, am 20. November gleichen Jahres schließlich der Abschnitt bis Esslingen (3,9 Kilometer). Am 14. Dezember 1846 folgte die 17,3 Kilometer lange Verlängerung bis Plochingen. Weitere 27,6 Kilometer, von Plochingen bis Süßen, gingen am 11. Oktober 1847 in Betrieb. Es folgte der 10,9 Kilometer lange Abschnitt bis Geislingen am 14. Juli 1849, bevor am 29. Juni 1850 die verbliebenen 32,7 Kilometer bis Ulm in Betrieb genommen werden konnten. Am 28. Juni 1850 rollte der erste Zug über die neue, zunächst noch eingleisige Trasse der Königlich Württembergischen Staats-Eisenbahnen. Sie gilt wegen der Geislinger Steige auch als erste Überquerung eines Mittelgebirges in Europa. Die Steigung beträgt 1:44,5 beziehungsweise 22 ‰.
Am 12. Oktober 1862 wurde nach vierjähriger Bauzeit der zweigleisige Ausbau der Strecke abgeschlossen.

### Vorortgleise und Elektrifizierung
Mit dem zunehmenden Pendlerverkehr begann die Deutsche Reichsbahn, die Strecke sukzessive um zwei sogenannte Vorortgleise zu erweitern. Dies erfolgte zunächst am 26. Mai 1925 zwischen Stuttgart Hbf und Stuttgart-Bad Cannstatt, am 15. Mai 1931 zwischen Stuttgart-Obertürkheim und Esslingen (Neckar) sowie erst am 27. September 1970 durch die Deutsche Bundesbahn zwischen Esslingen (Neckar) und Plochingen.
Ab dem 1. Juni 1933 war die gesamte Strecke elektrifiziert. Der elektrische Stuttgarter Vorortverkehr begann schon am 15. Mai 1933, gleichzeitig führte die Deutsche Reichsbahn im Abschnitt Stuttgart Hbf–Esslingen (Neckar) einen starren 20-Minuten-Taktfahrplan im Nahverkehr ein. Infolge der Elektrifizierung waren deutlich weniger Züge auf der Geislinger Steige auf Schiebelokomotiven angewiesen. Während Personenzüge heute ganz ohne diese auskommen, müssen schwere Güterzüge weiterhin nachgeschoben werden.

### Kriegswirkungen
Die Rosensteinbrücke wurde kurz vor Ende des Zweiten Weltkriegs von Wehrmachtsoldaten teilweise gesprengt. Bis zum provisorischen Wiederaufbau endeten alle Züge im Bahnhof Stuttgart-Bad Cannstatt. Am 13. Juni 1946 wurde eine eingleisige Behelfsbrücke in Betrieb genommen, seit 1949 wird die Brücke wieder viergleisig befahren.

### Weitere Ausbauten und Ausbaupläne
Nachdem der Abschnitt zwischen Esslingen und Plochingen um 1960 eine Belastung von teilweise mehr als 400 Zügen pro Tag erreicht hatte, begann 1963 sein viergleisiger Ausbau. Dabei wurde auch die Trassierung verbessert, um auf den Ferngleisen bis zu 140 km/h und auf den Vorortgleisen bis zu 120 km/h zu ermöglichen. Zugleich wurden alle Bahnübergänge beseitigt. Mit einer Belastung in Spitzenzeiten von bis zu 430 Zügen pro Tag galt der Abschnitt Esslingen–Plochingen 1970 als meistbefahrene Strecke Westdeutschlands.
Mitte der 1960er Jahre wurden zwei insgesamt 29 Kilometer lange Neubaustrecken, zwischen Geislingen und Lonsee sowie zwischen Beimerstetten und Unterfahlheim, erwogen. Dabei war ein acht Kilometer langer Tunnel bei Geislingen vorgesehen.
Aufgrund der hohen betrieblichen Belastung dieser „Hauptabfuhrstrecke“ waren Aus- und Neubaumaßnahmen in diesem Verkehrskorridor schon im Bundesverkehrswegeplan 1985 als Ausbaustrecke/Neubaustrecke Plochingen–Günzburg enthalten. Die Planungen reichten von einem Ausbau der vorhandenen Strecke (die keinen Hochgeschwindigkeitsverkehr gestatten würde) bis zum kompletten Neubau einer Strecke zwischen Plochingen und Günzburg unter Umgehung Ulms. Allen Varianten gemeinsam war die Umgehung der Geislinger Steige. Ab Anfang der 1990er Jahre wurde dieses Projekt zu Gunsten der Schnellfahrstrecke Wendlingen–Ulm als Teil der Neu- und Ausbaustrecke Stuttgart–Augsburg aufgegeben.
1992 gehörte die Filstalbahn zu den fünf Strecken, die vorrangig mit CIR-ELKE-Hochleistungsblock ausgerüstet werden sollten.
Am 18. März 2007 wurde die Strecke bis Neu-Ulm erweitert, wodurch sie sich um 4,821 Kilometer verlängerte. Der Ausbau erfolgte im Rahmen des Projekts Neu-Ulm 21, das heißt zusammen mit der Tieferlegung des Bahnhofs Neu-Ulm und der Erweiterung der Eisenbahnbrücke Ulm–Neu-Ulm um zwei Gleise. Seither verläuft die Filstalbahn zwischen Ulm und Neu-Ulm parallel zur Bahnstrecke Augsburg–Ulm, die auf diesem Abschnitt schon 1854 in Betrieb ging. 
Im Rahmen des Projektes Modernisierung Filstalbahn wurden die Stationen Reichenbach (Fils), Ebersbach (Fils), Faurndau, Eislingen (Fils), Salach, Süßen, Kuchen und Uhingen modernisiert. Die Strecke wurde an einigen Stellen mit Lärmschutzwänden ausgestattet. Überholmöglichkeiten sind zum Beispiel in Uhingen abgebaut worden.
Die Strecke wurde für eine Modernisierung zwischen Göppingen und Ulm zwischen dem 13. August und dem 3. September 2021 voll gesperrt. Dabei wurde in Süßen ein elektronisches Stellwerk in Betrieb genommen.
Die Strecke bis Süßen soll bis 2030 in den Digitalen Knoten Stuttgart integriert und dabei mit digitalen Stellwerken, ETCS und automatisiertem Fahrbetrieb ausgerüstet werden. Die Ausrüstung zwischen Stuttgart-Untertürkheim und Süßen wurde aus finanziellen Gründen inzwischen zurückgestellt.
Zukünftig sind mehrere Erhöhungen von S-Bahn-Bahnsteigen im Raum Stuttgart auf 96 cm geplant: 2026 Esslingen-Mettingen, 2027 in Esslingen, 2028 in Oberesslingen, Esslingen-Zell und Altbach. Im Februar 2022 schrieb die Deutsche Bahn Planungsleistungen für eine Bahnsteigerhöhung der S-Bahn in Esslingen-Zell auf 96 cm aus. Im Juni 2022 folgte eine ähnliche Ausschreibung für Altbach.
Vom 13. September bis 17. Oktober 2025 soll eine bauzeitliche Umfahrung, die für die Einbindung des Tunnels Obertürkheim erstellt worden war, zurückgebaut werden. Dafür sollen die Ferngleise zwischen Bad Cannstatt und Obertürkheim komplett gesperrt werden. Infolgedessen soll ein Großteil des Fernverkehrs zwischen Stuttgart und München sowie weite Teile des Regionalverkehrs zwischen Stuttgart und Tübingen bzw. Geislingen/Ulm entfallen.
In Dornstadt soll die Umschlaganlage erweitert und auch die Anbindung an die Filstalbahn angepasst werden. In diesem Zusammenhang soll auch das bestehende Relaisstellwerk Beimerstetten durch ein Elektronisches Stellwerk (ESTW-A) ersetzt werden.
Im Rahmen der Generalsanierung Hochleistungsnetz soll die Strecke zwischen dem 6. Juli und dem 7. Dezember 2029 „generalsaniert“ werden. Dabei sollen u. a. Weichen erneuert und neue Weichen eingebaut werden.

## Betrieb

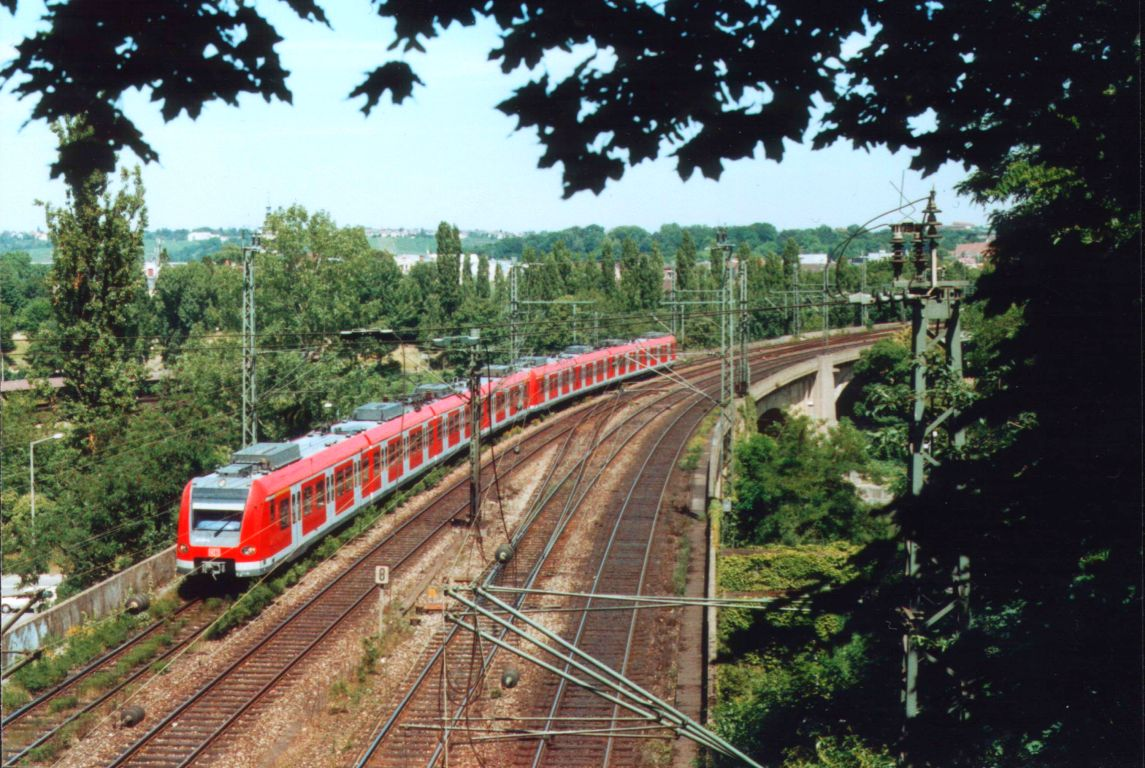
S-Bahn in Bad Cannstatt auf der Rosensteinbrücke

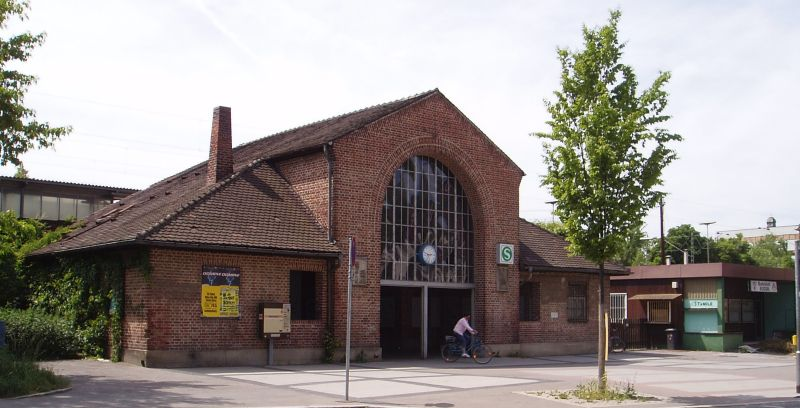
Bahnhof Mettingen

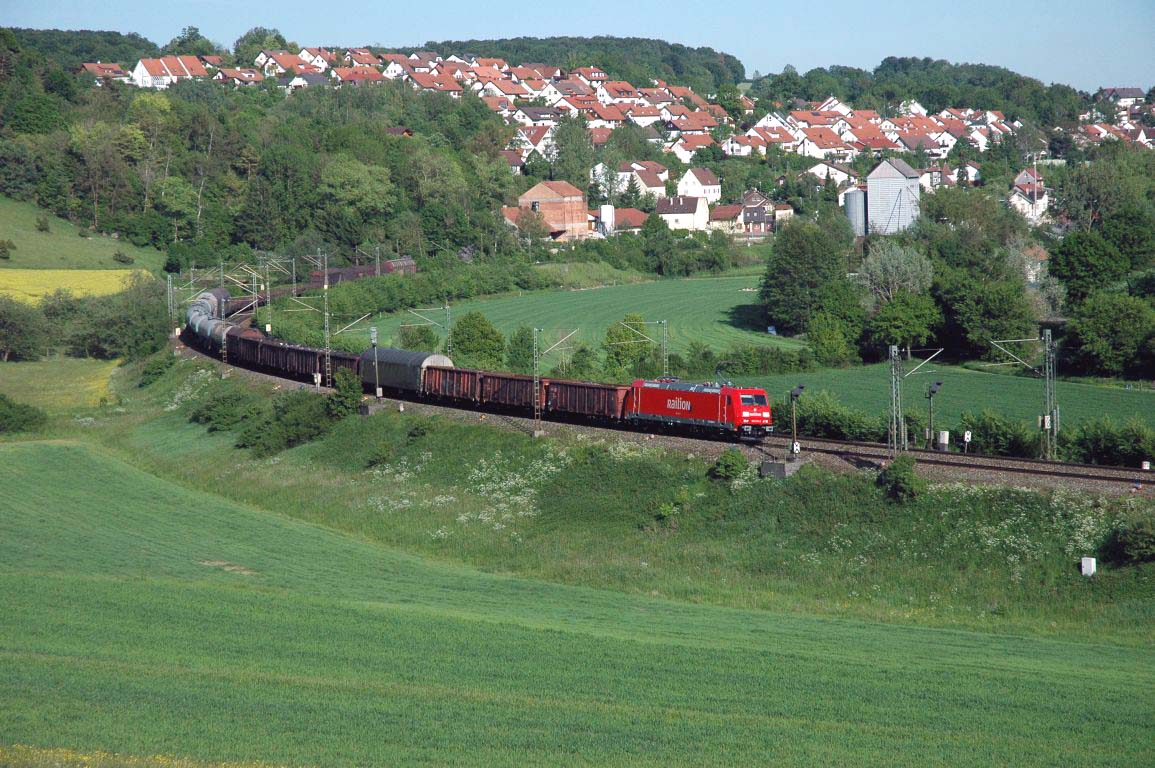
Güterzug in Richtung Stuttgart bei Lonsee

1987 verkehrten zwischen Plochingen und Ulm täglich bis zu 300 Züge. Die maximale Leistungsfähigkeit war damit nach Bahnangaben überschritten.

### Regionalverkehr

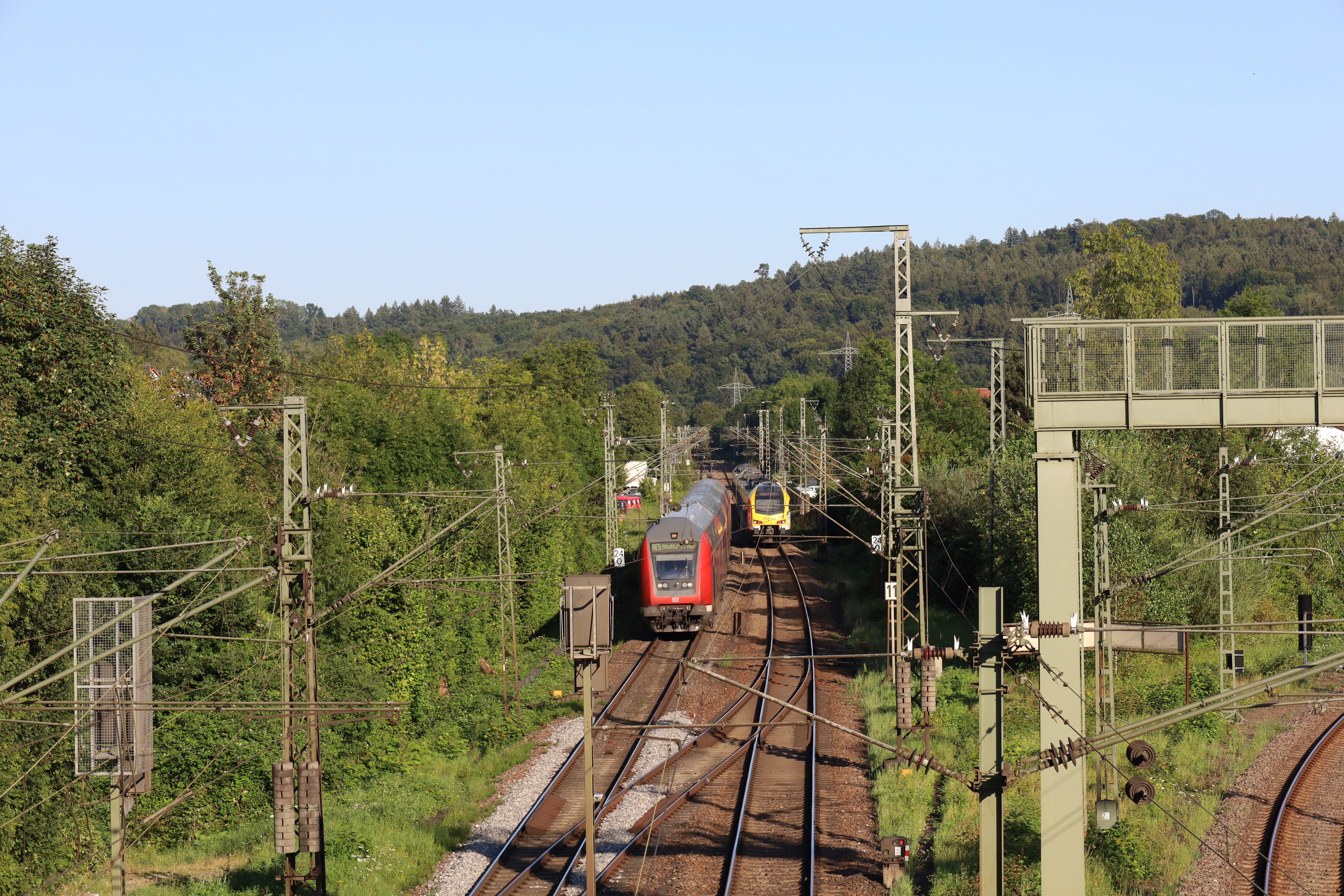
RE5 von DB Regio und MEX16 von Arverio BW östlich von Plochingen

Zwischen Stuttgart und Friedrichshafen Stadt fahren stündlich Regionalexpress-Züge. Diese halten nur in Esslingen, Plochingen, Göppingen und Geislingen (Steige). Es fahren hier für 160 km/h zugelassene Doppelstockwagen.
Im Abschnitt Stuttgart–Plochingen wird das Zugangebot durch parallel verkehrende Züge in und aus Richtung Tübingen und durch die S-Bahn Stuttgart ergänzt.
Die Regionalzüge zwischen Stuttgart und Ulm wurden im Jahr 2014 werktäglich von durchschnittlich 29.900 Menschen genutzt.
Zum Fahrplanwechsel 2016/2017 wurde das Angebot von Regional-Express-Zügen auf der Strecke vom Zwei- zum Ein-Stunden-Takt verdichtet. Damit einher geht eine Vereinheitlichung der zuvor im stündlichen Wechsel verkehrenden Regional-Express- und Regionalbahnen zu einem stündlichen Regionalbahn-Angebot. Zwischen Süßen und Stuttgart, ab 2019 zwischen Geislingen und Stuttgart, sind halbstündliche Regionalbahnen vorgesehen. In Geislingen ist ein Übergang zwischen RB und IRE möglich, verbunden mit einem 20-minütigen Aufenthalt der Regionalbahnen. Dieser lange Halt, der die umsteigefreien Reisezeit vom östlichen Teil der Filstalbahn nach Stuttgart verlängert, ist Gegenstand von Kritik. Das Land begründete dies mit dem vielfältigen Zugverkehr auf der Strecke, dem sich die Regionalbahnen unterzuordnen hätten sowie dem nur 15-prozentigen Anteil, den die zwischen Ulm und Geislingen nach Stuttgart fahrenden Reisenden an allen Fahrgästen nach Stuttgart ausmachten. Diese Lösung habe die geringsten Nachteile. Mit der Inbetriebnahme von Stuttgart 21 könne der lange Halt entfallen. Die Zahl der täglichen Zughalte am Bahnhof Amstetten, an dem etwa 400 Menschen täglich ein- und ausstiegen, wurde von 32 auf 18 reduziert, die Reisezeit nach Ulm von 18 auf 23 Minuten verlängert, von Amstetten nach Stuttgart von 60 auf 84 Minuten.
Ab dem Fahrplanwechsel im Dezember 2019 verkehrte die durch Go-Ahead betriebene Regionalbahn-Linie RB 16. Zwischen Stuttgart und Ulm wurde dabei ein Stundentakt angeboten, der zwischen Stuttgart und Geislingen (Steige) zu einem annähernden 30-Minuten-Takt verdichtet wurde. Der Fahrplan wurde damals überarbeitet, um einen stabileren Betrieb und u. a. auch kürzere Standzeiten in Geislingen (Steige) anzubieten.
Das Land Baden-Württemberg plante zunächst, Metropolexpresszüge von Stuttgart bis Süßen fahren zu lassen. Eine vom Kreis gewünschte Verlängerung bis Geislingen habe sich das Land nach eigenen Angaben nicht leisten können. Zudem sei das Fahrgastpotential zu gering. Mitte November 2015 verständigten sich das Ministerium für Verkehr und Infrastruktur und das Landratsamt Göppingen darauf, den aus Stuttgart kommenden Metropolexpress ab 2019 nicht nur bis Süßen, sondern bis Geislingen fahren zu lassen. Der Landkreis beteiligt sich an den Mehrkosten dieser Lösung. Für den Verkehr soll im Bahnhof Geislingen (Steige) ein zusätzliches Gleis entstehen, dessen Kosten auf fünf Millionen Euro beziffert werden und vom Land gefördert werden sollen. Gespräche mit dem Betreiber zur Anpassung des Betriebskonzeptes standen 2016 noch aus. Seit dem „kleinen Fahrplanwechsel“ am 13. Juni 2021 wird die Filstalbahn von der ersten Metropolexpress-Linie Baden-Württembergs bedient. Sie verkehrt teilweise von Ulm, teilweise von Geislingen bis Stuttgart Hbf. Im S-Bahn-Netz hält sie in Plochingen, Esslingen, Bad Cannstatt und Stuttgart Hbf, außerhalb an allen Stationen.
Seit Inbetriebnahme der Schnellfahrstrecke Wendlingen–Ulm im Dezember 2022 werden die ICE-Linien 11, 47 sowie die 60 über diese geführt, während die ICE-Linie 42 und die EC-Linie 62 zunächst auf der Bestandsstrecke verbleiben. Die freiwerdenden Kapazitäten ermöglichen, den Regionalverkehr auf der Filstalbahn auszubauen. Im ersten Betriebsjahr der Schnellfahrstrecke wurden 1170 über die Filstalbahn geplante, verspätete Züge über die Schnellfahrstrecke geleitet; umgekehrt wurden 153 über die SFS geplante Züge über die Filstalbahn umgeleitet.
Nach Inbetriebnahme von Stuttgart 21 soll weiterhin eine stündliche RE-Linie mit Halt in Esslingen, Plochingen, Göppingen und Geislingen nach Ulm fahren. Die Fahrzeit zwischen Stuttgart und Ulm soll weiterhin etwa 60 Minuten betragen. Daneben sind zwei Metropolexpress-Linien vorgesehen, wovon eine zwischen Stuttgart und Ulm in 82 Minuten fahren soll, die andere zwischen Stuttgart und Geislingen in 58 Minuten (Stand: Dezember 2017).

### Fernverkehr
Im Schienenpersonenfernverkehr wird die Filstalbahn von den Zuggattungen Intercity-Express, TGV, Railjet, EuroCity, Intercity und Nightjet bedient, wobei in der Regel ein Zug stündlich je Richtung verkehrt. Dadurch bestehen auch internationale Verbindungen nach Frankreich, Österreich, Ungarn, Slowenien und Kroatien. Ein Teil der Intercity-Züge bedient dabei auch Plochingen und Göppingen. Die restlichen Fernzüge fahren ohne Zwischenhalt bis Ulm. Mit Inbetriebnahme von Stuttgart 21 sollen keine ganzen Linien von DB Fernverkehr mehr über die Filstalbahn geführt werden. Ob einzelne Züge die Strecke noch nutzen werden, ist offen (Stand: Dezember 2022).

### Güterverkehr
Es fahren auch mehrmals stündlich teils schwere Güterzüge von Privatbahnen, gelegentlich auch von der Deutschen Bahn. Meistens bestehen sie aus gemischten Wagen. Ab und zu fahren auch Ganzzüge. Nahgüterzüge fahren täglich von Plochingen nach Ebersbach, bei Bedarf auch nach Uhingen, Göppingen, Eislingen oder Süßen.
Anfang der 1990er Jahre mussten im Abschnitt zwischen Süßen und Beimerstetten Richtung Ulm täglich bis zu 40 schwere Reise- und Güterzüge (Bruttolast über 900 Tonnen) nachgeschoben werden. Richtung Stuttgart war das Nachschieben von Güterzügen mit mehr als 1.340 Tonnen erforderlich.

## Betriebsstellen
Im Bahnbetriebswerk Plochingen der S-Bahn Stuttgart werden die Triebzüge der Baureihen 420, 423, 425 und 426 gereinigt, repariert und gewartet. Bei Radsatzschäden werden auch Dieseltriebwagen wie beispielsweise die Baureihen 611, 612, 628 und 650 gewartet. Außerdem befindet sich dort auch eine Tankstelle für Dieseltriebfahrzeuge. Im Bahnhof Plochingen wird auch viel rangiert. Hier wird auch das Abstoßen angewendet. Außerdem enden unter anderem täglich mehrere Kohleganzzüge für das Kraftwerk Altbach sowie mit Schrott beladene Wagen für das Entsorgungsunternehmen Kaatsch in Plochingen. Dazu kommen noch Züge mit Elektrolokomotiven, die aus gemischten Wagen bestehen und dann von einer Diesellokomotive der Baureihe 294 beispielsweise nach Ebersbach, Uhingen, Göppingen, Eislingen oder Süßen.
In Göppingen ist beim Bauunternehmen Leonhard Weiss eine Kleindiesellokomotive der Bauart Köf stationiert. Diese übernimmt Rangierfahrten der Firma im Bahnhof Göppingen.
In Geislingen an der Steige sind für den Schiebedienst auf der Geislinger Steige zwei Elektroloks der Baureihe 185 stationiert, um schwere Güterzüge und im Störungsfall auch schwere Personenzüge nachzuschieben. Die nachzuschiebenden Züge gelangen im Bahnhof Geislingen West auf ein Ausweichgleis. Dann setzt die Schiebelok ohne Kuppeln von hinten an den Zug und schiebt dann bis Amstetten, der ersten Station nach der Geislinger Steige, nach. Anschließend kehrt die Schiebelok wieder zurück nach Geislingen.
Gleisbildstellwerke befinden sich in Stuttgart Hbf, Stuttgart-Bad Cannstatt, Stuttgart-Untertürkheim, Göppingen, Eislingen, Süßen, Geislingen, Amstetten (Württ), Westerstetten, Beimerstetten und Ulm Hbf. Der Abschnitt Stuttgart-Obertürkheim–Faurndau wird vom elektronischen Stellwerk in Karlsruhe aus gestellt. Hierfür wurden die Gleisbildstellwerke Esslingen am Neckar, Plochingen, Ebersbach und Uhingen außer Betrieb genommen und neue Ks-Signale installiert. Außerdem befindet sich ein Weichenwärter mit Gleisbildstellwerk im Bahnbetriebswerk Plochingen der S-Bahn Stuttgart, der für die dort stattfindenden Rangierfahrten zuständig ist.
Auf der ganzen Strecke gibt es insgesamt zwei Bahnübergänge: Einer befindet sich zwischen Beimerstetten und Westerstetten (Anrufschranke), sowie einer im Bahnbetriebswerk Plochingen (fernüberwacht durch Weichenwärter). Die beiden Bahnübergänge in Uhingen sowie zwischen Ebersbach und Reichenbach (Fils) wurden mit der Inbetriebnahme der Fernsteuerung aus Karlsruhe aufgegeben.

## Verlauf
Nachdem die Strecke vom Stuttgarter Hauptbahnhof kommend bis Bad Cannstatt leicht abfällt, steigt sie im Neckartal an dessen nördlichem Hangfuß um bis zu 3 ‰, ab Plochingen wiederum am Fuß der nördlichen Talflanke im Filstal bis Göppingen um bis zu 5 ‰, und ab Göppingen (316 Meter Meereshöhe) mit bis zu 10 ‰ bis Süßen (365 Meter) an. Bis zum Bahnhof Geislingen (Steige) (469 Meter) steigt die Strecke mit 9 bis 11 ‰ an, wobei die Trasse ab Geislingen (Steige) West eine Kehrschleife ins Seitental der Eyb und um die Stadt Geislingen herum beschreibt. Zwischen Geislingen und Amstetten (582 Meter) – der Geislinger Steige – im und über dem nördlichen Talhang der Rohrach liegt die Steigung bei 22,5 ‰, bevor sie im weiteren Verlauf mit 5,5 ‰ bis zum Kulminationspunkt im Bahnhof Amstetten (Württ) abfällt. Auf der Geislinger Steige steht linkerhand das Denkmal für Oberbaurat Michael Knoll. Er war für den Bau des Abschnitts von Esslingen bis Ulm zuständig.
Ab Amstetten folgt die Trasse albabwärts der Lone im gleichnamigen Tal bis Westerstetten, wo eine wenig zergliederte Albfläche zum Donautal südwärts durchmessen und bei Jungingen in einen lokalen Seitengraben der Donau eingebogen wird, in welchem der Endabstieg nach Ulm Hauptbahnhof mit 13 ‰ bewältigt wird.

## Modernisierung
Ab Mitte 2004 fanden auf großen Teilen der Filstalbahn Modernisierungsmaßnahmen statt. Schienen, Schwellen – darunter über 40 Jahre alte Holzschwellen – und Schotter sowie Weichen wurden ausgetauscht. Seit 2005 wurden auch Stück für Stück, angefangen in Stuttgart-Obertürkheim bis Faurndau, fortfahrend neue Ks-Signale installiert. Diese wurden mit Einweihung des neuen elektronischen Stellwerks in Plochingen (gesteuert aus der Betriebszentrale Karlsruhe) in Betrieb genommen. Die alten Hp-Signale wurden zeitgleich außer Betrieb genommen und abgebaut.
In Ulm Hbf, Geislingen (Steige), Göppingen, sowie im Abschnitt Stuttgart–Plochingen auf allen Stationen, befinden sich neue Zugzielanzeiger an den Bahnsteigen. An den übrigen kleineren Stationen zwischen Plochingen und Ulm werden wie auf allen DB-Bahnhöfen nach und nach kleine Fahrgast-Informations-Anzeigen installiert, die bei Verspätung, Gleiswechsel oder Zugausfall die Reisenden anhand eines Lauftextes und einer Durchsage informieren.
In Westerstetten wurden die alten Bahnsteige aufgegeben, die sich in Höhe des Bahnhofsgebäudes nordwestlich außerhalb des Ortes befunden hatten, und ein neuer Haltepunkt näher an der Ortsmitte gebaut, welcher seit dem 22. Juli 2005 in Betrieb ist.
Über Ostern 2006 wurden die bisherigen Stellwerke Esslingen am Neckar, Plochingen, Ebersbach und Uhingen außer Betrieb genommen und dafür ein neues elektronisches Stellwerk in Plochingen in Betrieb genommen. Dies ermöglicht die zentrale Steuerung des Zugverkehrs zwischen Obertürkheim und Faurndau sowie von Plochingen bis Wendlingen aus Karlsruhe, wo sich die Betriebszentrale der DB für Südwestdeutschland befindet. Lediglich ein Notarbeitsplatz verbleibt in Plochingen. Einschließlich des Aufstellens von 480 Signalen, der Erneuerung von 160 Weichenantrieben und der zur Verlegung von Kabeln erforderlichen Erdarbeiten kostete diese Maßnahme 80 Millionen Euro. Außerdem wurde in Uhingen das dritte Gleis für Zugüberholungen usw. abgebaut sowie das historische Bahnhofsgebäude abgerissen, lediglich der Gleisanschluss einer Firma existiert noch, wird aber planmäßig nicht mehr bedient.
Auch wurde 2006/2007 zwischen Beimerstetten und Ulm und ein neuer Umschlagbahnhof für Container im Bereich Dornstadt errichtet sowie zum Bahnhof Beimerstetten ein drittes Gleis als Zufahrt zum neuen Containerterminal verlegt, welches den vormaligen Umschlagbahnhof in Neu-Ulm ersetzte.
Bis 2007 gab es im Bahnhof Reichenbach (Fils) noch den Gleisanschluss einer Wellpappefabrik, dieser wurde allerdings aufgegeben und somit auch die einzige Weiche entfernt. Deshalb wurde der Bahnhof im Herbst 2009 zu einem Haltepunkt herabgestuft. Das Empfangsgebäude, welches Anfang der 1990er Jahre geschlossen wurde und in dem es bis zu dieser Zeit noch eine Wartehalle sowie einen Fahrkartenschalter gab, befand sich danach in einem schlechten Zustand. Deshalb wurde es saniert und beherbergt heute eine Wirtschaft sowie Wohnungen.
Im zweiten Halbjahr 2009 wurden zudem die historischen kleinen Stationsgebäude in Lonsee und Urspring abgerissen und die Bahnsteige dort in Richtung Ulm erneuert sowie Lärmschutzwände installiert.
Im Zuge des Projektes Stuttgart 21 soll die Strecke zwischen den Kilometern 7,97 (Brücke über die Hafenbahnstraße) und 9,0 neu trassiert werden. Während der Bauzeit sollen auch die S-Bahn-Gleise betroffen sein. Zwischen 2014 und Mai 2017 wurde zwischen Stuttgart-Obertürkheim und Stuttgart-Untertürkheim ein Gleiswechselbetrieb eingerichtet. Dazu wurden 26 Signale neu aufgestellt, 16 Signale zurückgebaut sowie 3 nachgerüstet.